# Københavns Amt (1662-1793)
Københavns Amt var et dansk amt oprettet 1662 og 1793 videreført som Københavns Amt.

## Amtmænd
- 1682 – 1699: Adam Levin Knuth
- 1699 – 1709: Knud Juel
- 1716 – 1723: Iver Rosenkrantz
- 1724 – 1730: Hans Seidelin
- 1730 – 1749: Johan Ludvig greve von Holstein
- 1749 - 1750: Konrad Ditlev von Reventlow
- 1750 – 1755: Christian Sigfred von Plessen
- 1773 – 1793: Christian Ludvig Scheel-Plessen (i stillingen indtil 1799)